# Archontophoenix myolensis
Archontophoenix myolensis, con el nombre común en inglés de Myola palm, es una especie de palmera originaria de  Australia. Está tratada en peligro de extinción por la pérdida de hábitat. Se encuentra en la zona de Myola y la Montaña Negra en  Kuranda, en la meseta Atherton, Queensland. La población total se encuentra seriamente amenazada por la pérdida de hábitat y se estima que contiene menos de 100 árboles maduros que se mantienen sin protección. La regeneración es buena.

## Distribución
Limitada a una altitud de 350 a 400 metros, la especie se encuentra en la selva ribereña en las rocas metamórficas en el río Barron cerca de Kuranda, Queensland y, en particular, cerca del pueblo de Myola. Las plantas invasivas han impedido la expansión del hábitat de las que quedan en la selva tropical. Las plántulas son arrastradas por las inundaciones.

## Taxonomía
Archontophoenix myolensis fue descrita por John Leslie Dowe y publicado en Austrobaileya 4: 237. 1994.
Etimología
Archontophoenix: nombre genérico que deriva de las palabras griegas: archon = "jefe, principal", phoenix = "palmera", en general, llamado así por su estatura real y la apariencia.